# Ana Caram
Ana Caram (ur. 1 października 1958 w São Paulo) – brazylijska wokalistka, gitarzystka i flecistka wykonująca bossa novę.
Ukończyła studia na uniwersytecie w São Paulo w specjalnościach kompozytora i dyrygenta. Poza komponowaniem i śpiewem, w swoich utworach gra na gitarze i flecie. W początkowym okresie kariery blisko współpracowała z Antônio Carlosem Jobimem. Jej styl, z racji wykonywanej muzyki oraz charakterystycznego głosu, porównywany jest to twórczości Astrud Gilberto.

## Dyskografia
- 1989 – Rio After Dark
- 1992 – Amazonia
- 1992 – The Other Side of Jobim
- 1993 – Maracana
- 1995 – Bossa Nova
- 1996 – Sunflower Time
- 1998 – Postcards from Rio
- 2001 – Blue Bossa
- 2004 – Hollywood Rio